# Hilary Putnam
Hilary Whitehall Putnam, ameriški analitični filozof, matematik, računalničar, * 31. julij 1926, Chicago, Illinois, ZDA, † 13. marec 2016.
Hilary Putnam, ameriški filozof, matematik in računalničar, je bil ena od osrednjih osebnosti v analitični filozofiji od šestdesetih let dvajsetega stoletja, še posebej na področju filozofije duha, filozofije jezika, filozofije matematike in filozofije znanosti.

## Otroštvo in šolanje
Rodil se je v Čikagu leta 1926. Njegov oče, Samuel Putnam, je bil strokovnjak na področju romanskih jezikov, kolumnist in prevajalec. Med letoma 1936 in 1946 je pisal za The Daily Worker, publikacijo Ameriške komunistične stranke. Njegova mama, Riva Putnam, je bila Judinja. Z družino je do leta 1934 živel v Franciji, potem pa so se vrnili v ZDA in ustalili v Filadelfiji. Tam je obiskoval Central High School (Centralno srednjo šolo). Na Pensilvanski univerzi (University of Pennsylvania) je študiral matematiko in filozofijo. Tam je diplomiral in postal član Philomateanske družbe (Philomathean Society), ene najstarejših ameriških visokošolskih literarnih združb. Na Harvardsko univerzo je šel, da bi tam delal za svojo diplomsko nalogo iz filozofije. Leta 1951 je na filozofskem oddelku (UCLA's Philosophy Department) Harvardske univerze prejel doktorat za doktorsko nalogo z naslovom »The Meaning of the Concept of Probability in Application to Finite Sequences«. Putnamov učitelj, Hans Reichenbach (njegov mentor pri doktorski nalogi), je bil vodilna osebnostna področju logičnega pozitivizma.

## Življenje po šolanju in zakon
Po kratkotrajnem poučevanju na Princetonu in MIT (Massachusetts Institute of Technology), se je, z ženo Ruth Anno, leta 1965 preselil v Harvard, kjer je prevzel mesto profesorja filozofije na Wellesleyski univerzi (Wellesley College). Ruth Anna je bila kot Putnam iz pol judovske in pol katoliške družine, svoje otroke pa sta vzgajala v judovski veri, čeprav po besedah Ruth Anne nista imela veliko znanja o judovskih običajih. Zato sta se začela izobraževati na tem področju in postala aktivna na tem področju. Leta 1994 je imel Hilary svojo Bar micva|Bar micvo, njegova soproga pa štiri leta kasneje.

## Delo in politična aktivnost
Putnam je bil dobro sprejet profesor na Harvardu. V skladu z družinsko tradicijo je bil tudi politično aktiven. V šestdesetih in zgodnjih sedemdesetih letih dvajsetega stoletja je bil aktiven zagovornik državljanskih pravic in nasprotnik ameriškemu vojaškemu posredovanju v Vietnamu. Leta 1963 je organiziral enega prvih protivojnih študentskih odborov na MIT-u. Hilary je postal uradni fakultativni svetovalec Študentov za demokratično družbo (Students for a Democratic Society) in leta 1968 postal član Progresivnega delavskega odbora (Progressive Labor Party). 
Leta 1965 je bil izvoljen za člana Ameriške akademije umetnosti in znanosti. Po letu 1968 so bile njegove politične aktivnosti usmerjene v PLP. Harvardska uprava je obravnavala njegove politične aktivnosti kot moteče in poskusila cenzurirati Putnama, zato je Putnam leta 1972 trajno prekinil vezi s PLP. Leta 1997 je v Bostonu opisal svojo vpletenost v PLP kot napako.
Leta 1976 je bil izvoljen za predsednika Ameriškega filozofskega združenja (American Philosophical Association). Kljub prekinitvi s svojo radikalno preteklostjo, Putnam ni nikoli opustil svojih prepričanj, da imajo akademiki določeno socialno in etično odgovornost do družbe. Še naprej je bil direkten in progresiven v svojih pogledih na politiko, kot je izraženo v člankih "How Not to Solve Ethical Problems" (1983) and "Education for Democracy" (1993).

## Njegovo delo danes in upokojitev
Putnam je član Britanske akademije (British Academy). Junija 2000 se je upokojil, vendar od leta 2009 letno pripravi seminar na Univerzi Tel Aviv (Tel Aviv University). Njegov opus vsebuje pet knjig z zbranimi deli, sedem knjig in več kot 200 člankov. Njegovo zanimanje za judovsko vero ga je navdihnilo za izdajo nekaj zadnjih knjig in spisov na to temo. Je tudi soavtor nekaj knjig in spisov njegove žene na temo ameriškega pragmatičnega gibanja v zadnjih letih devetnajstega stoletja.
Maja 2014 je začel pisati tudi svoj blog, ki je dostopen na: http://putnamphil.blogspot.com

## Filozofija duha

### Večkratna uresničljivost in funkcionalizem
Putnamova najbolj znana dela temeljijo na filozofiji duha. Njegovi najbolj opazni izvirni prispevki na tem področju so bili predstavljeni v nekaj ključnih člankih, objavljenih v poznih 1960-ih, ki izpostavljajo hipotezo o večkratni uresničljivosti (multiple realizability). V teh dokumentih Putnam nasprotuje znameniti tipični teoriji identitete (type-identity theory). Po njegovih besedah naj bi bolečina ustrezala popolnoma drugačnim fizičnim stanjem živčnega sistema v drugačnih organizmih, kot je navedeno v prej omenjeni teoriji, vsi pa občutijo enako mentalno stanje med bolečino (being in pain).
Da bi ilustriral svojo tezo navede primere iz živalskega sveta. Sprašuje se, če je verjetno, da se možganske strukture različnih vrst živali zavedajo bolečine ali drugih duševnih stanj enako. Če nimajo enakih možganskih struktur, potem ne morajo imeti enakih duševnih stanj in lastnosti. Odgovor na to uganko je, da v različnih živalskih vrstah različna fizična stanja prepoznavajo duševna stanja. Putnam je nato svojo trditev premaknil še en korak naprej. Začel se je spraševati tudi o živčnih sistemih morebitnih Nezemljanov, pametnih robotov in drugih potencialnih življenjskih oblikah, ki temeljijo na siliciju. Zatrjeval je, da te hipotetični subjekti, ne bi smeli biti obravnavani, kot da ne morejo čutiti bolečine, samo zato ker nimajo enake nevro-kemije kot ljudje. Putnam je zaključil, da so zagovorniki tipične teorije identitete ustvarjali ambiciozne in neverjetne domneve, ki bi jih lahko ovrgli z enim primerom njegove večkratne uresničljivosti. Ta argument se včasih označuje kot "verjetnost argumenta«. 
Putnam je oblikoval dopolnilno utemeljitev, ki temelji na funkcionalnem izomorfizmu (ang. functional isomorphism). Pojem funkcionalni izomorfizem je definiral kot : »Dva sistema sta funkcionalno izomorfistična, če obstaja korespondenca med stanji v enem in stanji v drugem sistemu, ki vzdržujejo funkcionalne odnose.« V primeru dveh računalnikov, sta ti dve napravi funkcionalno izomorfistični samo, če so zaporedni odnosi med stanji v prvem prezrcaljeni v zaporedne odnose med stanji v drugem računalniku. Funkcionalni izomorfizem nakazuje večkratno uresničljivost. Ta utemeljitev se včasih označuje kot "a priori argument".
Jerry Fodor, Putnam, in drugi so skupaj s tem efektivnim argumentom proti tipični teoriji identitete zabeležili, da večkratna uresničljivost nakazuje, da je vsaka razlaga nižje ravni višje uvrščenih mentalnih pojavov pomanjkljivo abstraktna in presplošna. Funkcionalizem, ki opredeljuje duševne vrste s funkcionalnimi vrstami, ki so označene le iz vidika vzrokov in učinkov, povzetih iz mikrofizike, zato se je zdela boljša razlaga povezava med dušo in telesom. Dejstvo pa je, da obstajajo funkcionalne vrste, kot so mišelovke, programska oprema in knjižne police, ki so večkratno realizirane na fizičnem nivoju.

### Zavrnitev funkcionalizma
V poznih 1980-ih je Putnam opustil svojo zavezanost funkcionalizmu in drugim računskim teorijam uma (duha/duše). Njegova sprememba mnenja je bila sprva posledica težav, ki jih imajo računske teorije pri pojasnjevanju določenih intuicij s spoštovanjem do vsebine duševnega eksternalizma. To je tudi ponazoril s svojim lastnim eksperimentom Twin Earth thought experiment (Miselni poskus parne Zemlje). Prav tako je leta 1988 razvil posebno utemeljitev proti funkcionalizmu, ki temelji na Fodorjevi posplošeni verziji večkratne uresničljivosti. Putnam je trdil, da naj bi psihične vrste bile večkratno uresničljive preko funkcionalnih vrst. Argument za funkcionalizem je, da je lahko enako mentalno stanje izvršijo različna stanja univerzalnega Turnigovega stroja (Universal Turning machine).
Kljub Putnamovi zavrnitvi funkcionalizma, se je njegov razcvet nadaljeval in so ga misleci, kot so David Marr, Daniel Dennett, Jerry Fodor in David Lewis, so ga razvili v številnih različicah. Funkcionalizem je bil eden od temeljev za razvoj moderne kognitivne znanosti in je danes eden od prevladujočih teorij uma (duše/duha) v filozofiji.
Leta 2012 je Putnam sprejel spremenjeno različico funkcionalizma, imenovano "liberalni funkcionalizem". Liberalni funkcionalisti menijo, da kar je pomembno za zavest in duševne lastnosti na splošno je pravica do funkcionalnih zmogljivosti. Specifikacija teh zmogljivosti se sklicuje na to, kar je zunaj  možganov organizma in lahko vsebuje namerne idiome.

## Filozofija jezika

### Semantični eksternalizem
Putnam je veliko prispeval tudi v filozofiji jezika. Najbolj znana na tem področju je njegova trditev je: »pomen preprosto ni v glavi.« To je ilustriral s svojim miselnim poskusom »Twin Earth«, da bi dokazal da okoljski dejavniki igrajo pomembno vlogo pri določanju pomena. Poskus kaže, da je na Zemljini dvojčici (Twin Earth) vse enako kot na originalni Zemlji, le da so njena jezera, reke in oceani napolnjeni s snovjo XYZ, medtem ko so na originalu z vodo (H2O). Posledično ima beseda »voda« na Zemlji in Zemljini dvojčici drugačen pomen (ko je ta beseda uporabljena za snov XYZ na fizično enaki Zemljini dvojčici ima drugačen pomen kot na Zemlji, ko je uporabljena za snov H2O). Beseda je fizično neprepoznavna, ko izrečemo črke v besedi, ki imajo tudi drugačen pomen zaradi drugačnega pomena besede, pomen ne more biti določen izključno s tem, kar je v naši glavi. 
To je vodilo Putnama, da je privzel različico semantičnega eksternalizma z obzirnostjo do pomena in duševne vsebine. Kasnejši filozof, ki se je ukvarjal s filozofijo duše in jezika, Donald Davidson, je kljub mnogim drugačnih mnenjih, napisal, da semantični eksternalizem predstavlja proti subjektivistično revolucijo v filozofskem pogledu na svet. Po Descartesovem času so se filozofi ukvarjali z dokazovanjem znanja, ki je temeljilo na subjektivnih izkušnjah. Davidson pravi, da se lahko zahvalimo Putnamu in nekaterim drugim filozofom, da bo filozofija zdaj vzela objektivno področje za svoje in se začela spraševati o domnevnih resnicah, ki temeljijo na subjektinih izkušnjah.

## Epistemologija

### Možgani v kadi
Na področju epistemologije je Putnam znan po svojem miselnem poskusu "Možgani v kadi" (Brain in a vat) – modernizirana različica Descartesove hipoteze o zlobnem demonu. Zlobni znanstvenik bi lahko teoretično človeku odstranil možgane in jih vzdrževal v visokotehnološki posodi, ter vanje s signali projiciral slike in dogodke tako, da bi se nam ti zdeli pristni in sploh ne bi opazili, da smo le možgani v kadi.
To razloži tako, da ne moramo koherentno trditi, da smo breztelesni »možgani v kadi«, ki jih upravlja zloben znanstvenik (v originalu mad scientist).
To sledi iz preproste teorije. Besede se vedno nanašajo na vrste stvari, za katere so bile izražene, vrste stvari pa je poimenoval uporabnik ali njegovi predniki glede na svoje izkušnje z njimi. Torej, če bi neka oseba, na primer Marija, bila možgani v kadi, bi vse izkušnje pridobila po napravah, po katerih bi potekali signali, ki bi jih ustvaril nori znanstvenik. Iz tega sledi, da se Marijina ideja o njenih možganih ne bi nanašala na njene možgane (ne bi bila prava), saj ne ne bi nikoli mogla videti (torej izkusiti), kako izgledajo njeni možgani v resnici. Videla bi sliko možganov, ki bi ji jo skozi »napeljavo« prikazal zlobni znanstvenik. Podobno se tudi njena ideja o kadi ne bi nanašala na pravo kad, ampak na sliko, ki bi ji jo znanstvenik vtisnil v možgane. Torej, če je Marija možgani v kadi, in bi rekla: »Jaz sem možgani v kadi,« bi v bistvu rekla: »Jaz sem slika možganov v sliki kadi,« kar ni logično, je nerazumljivo. 
Po drugi stani pa, če Marija niso možgani v kadi, potem je tudi, če reče, da je možgani v kadi, nelogično, le da tokrat to reče, ker misli, da to je. To izhaja iz epistemologičnega eksternalizma: znanje ali razlaga sta odvisna od faktorjev zunaj naših misli in nista zaznamovana samo od znotraj. 
Putnam je pojasnil, da je bila njegova glavna tarča v tej utemeljitvi metafizični realizem in ne skepticizem. Realizem te vrste domneva obstoj razkola med tem, kako si človek zamišlja svet in kakšen ta svet dejansko je, skeptični scenarij, kot je zgoraj naveden (ali pa Descartesov scenarij o zlobnem demonu) pa predstavlja velik izziv. Putnam z razlago, da je tak scenarij nemogoč, poskuša dokazati, da je razkol med človeškim zamišljanjem sveta in dejanskim svetom absurden. Pravi, da človek ne mora gledati na resničnost skozi Božje oči, ampak je omejen na pojmovne sheme. Putnam torej pravi, da je razmišljanje po metafizičnem realizmu napačno.

## Drugo
Putnam je bil zelo dejaven tudi na drugih področjih, kot so matematika in računalništvo, tudi v filozofiji matematike, neopragmatizmu in ontologiji.
Njegov opus obsega 20 knjig (nobena ni prevedena v slovenščino) in 198 člankov.

## Članki, prevedeni v slovenščino
- Replika na Dummettov komentar, 1985 cobiss
- Ali je semantika možna? , 1985 cobiss
- Hilary Putnam: The collapse of the fact, 2004 cobiss
- Semantični eksternalizem, kreacionistični teizem, personalizem in Veber, 2012 cobiss

## Knjige
- The Meaning of the Concept of Probability in Application to Finite Sequences. Ph.D. dissertation, University of California, Los Angeles, 1951. New York: Garland, 1990.

- Philosophy of Mathematics: Selected Readings. Edited with Paul Benacerraf. Englewood Cliffs, N.J.: Prentice-Hall, 1964. 2nd ed., Cambridge: Cambridge University Press, 1983.

- Philosophy of Logic. New York: Harper and Row, 1971. London: George Allen and Unwin, 1972.

- Mathematics, Matter and Method. Philosophical Papers, vol. 1. Cambridge: Cambridge University Press, 1975. 2nd. ed., 1985.

- Mind, Language and Reality. Philosophical Papers, vol. 2. Cambridge: Cambridge University Press, 1975.

- Meaning and the Moral Sciences. London: Routledge and Kegan Paul, 1978.

- Reason, Truth, and History. Cambridge: Cambridge University Press, 1981.

- Realism and Reason. Philosophical Papers, vol. 3. Cambridge: Cambridge University Press, 1983.

- Methodology, Epistemology, and Philosophy of Science: Essays in Honour of Wolfgang Stegmüller. Edited with Wilhelm K. Essler and Carl G. Hempel. Dordrecht: D. Reidel, 1983.

- Epistemology, Methodology, and Philosophy of Science: Essays in Honour of Carl G. Hempel. Edited with Wilhelm K. Essler and Wolfgang Stegmüller. Dordrecht: D. Reidel, 1985.

- The Many Faces of Realism. La Salle, Ill.: Open Court, 1987.

- Representation and Reality. Cambridge, Mass.: MIT Press, 1988.

- Realism with a Human Face. Edited by James Conant. Cambridge, Mass.: Harvard University Press, 1990.

- Renewing Philosophy. Cambridge, Mass.: Harvard University Press, 1992.

- Pursuits of Reason: Essays in Honor of Stanley Cavell. Edited with Ted Cohen and Paul Guyer. Lubbock: Texas Tech University Press, 1993.

- Words and Life. Edited by James Conant. Cambridge, Mass.: Harvard University Press, 1994.

- Pragmatism: An Open Question. Oxford: Blackwell, 1995.

- The Threefold Cord: Mind, Body, and World. New York: Columbia University Press, 1999.

- Enlightenment and Pragmatism. Assen: Koninklijke Van Gorcum, 2001. 48pp.

- The Collapse of the Fact/Value Dichotomy and Other Essays. Cambridge, Mass.: Harvard University Press, 2002.

- Ethics Without Ontology. Cambridge, Mass.: Harvard University Press, 2004.

- Jewish Philosophy as a Guide to Life: Rosenzweig, Buber, Levinas, Wittgenstein. Bloomington: Indiana University Press, 2008.